# 梅尔·卡纳汉
梅尔·卡纳汉（英語：Mel Carnahan，1934年2月11日—2000年10月16日），美国民主党籍政治人物，密苏里州第51任州长。他在去世后当选了联邦参议员。

## 生平
卡纳汉是原密苏里州联邦众议员A·S·J·卡纳汉之子。他毕业于乔治华盛顿大学。此后进入美军服役，为空军中尉。1959年获密苏里大学法学院法律博士学位。
卡纳汉曾任密苏里州众议员。1981年至1985年间，出任密苏里州财政部长。1988年，当选密苏里州副州长。1992年，成功竞选密苏里州州长。2000年，他代表民主党参选密苏里州联邦参议员。然而在选举前三周的10月16日，他因飞机失事而丧生。由于根据密苏里州选举法，当时已无法将卡纳汉的名字撤出选票，竞选团队最终决定让卡纳汉之妻简·卡纳汉成为非正式的参议员候选人。接替卡纳汉出任密苏里州州长的罗杰·B·威尔逊答应，如果卡纳汉最终当选参议员，他将任命简·卡纳汉继任其位。最终，卡纳汉以2%的微弱优势成功当选，成为美国参议院历史上首位死后当选的参议员。简·卡纳汉随之出任参议员，接替其丈夫的任期。

## 家庭
- 妻 ：简·卡纳汉（1933年－），原密苏里州联邦参议员
  - 子：兰迪·卡纳汉（Randy Carnahan，1956年－2000年），与其父一同在空难中丧生
  - 子：拉斯·卡纳汉（1958年－），原密苏里州联邦众议员
  - 女：罗宾·卡纳汉（英语：Robin Carnahan）（1961年－），原密苏里州州务卿
  - 子：汤姆·卡纳汉（英语：Tom Carnahan）（1969年－），风力资本集团（英语：Wind Capital Group）创始人